# Alfred Bula
Alfred Bula (* 6. März 1908 in Galmiz; † 17. Dezember 1995 in Freiburg im Üechtland) war ein Schweizer Radrennfahrer.

## Sportliche Laufbahn
Bula war im Strassenradsport aktiv. Von 1931 bis 1938 war er als Unabhängiger und als Berufsfahrer aktiv. In seiner letzten Saison fuhr er für das deutsche Radsportteam Presto. 1935 war seine erfolgreichste Saison. Er gewann eine Etappe in der Tour de Suisse und das Eintagesrennen Nordwestschweizer Rundfahrt vor Carlo Romanatti. 1934 siegte er im Criterium du Midi vor Paul Egli. Bula wurde 1933 Zweiter in der Meisterschaft von Zürich hinter Walter Blattmann, 1934 Zweiter in der Nordwestschweizer Rundfahrt sowie in der Tour du Lac Léman, 1935 im Grand Prix Basel und 1936 in der Tour du Lac Léman.
Die Tour de France fuhr er dreimal. 1932 wurde er 41., 1933 25. der Gesamtwertung. 1935 war er ausgeschieden. Die Tour de Suisse fuhr er sechsmal. Er kam auf die Plätze 27 1933, 23 1934, 7 1935, 28 1936, 27 1937 und 22 1938. Bei den Strassenradsport-Weltmeisterschaften 1934 schied er im Profirennen aus. 